# Kęstutis Šilauskas
Kęstutis Šilauskas (* 1994) ist ein litauischer Schachspieler. Bei der 28. Meisterschaft von 2010 bis 2012 wurde er litauischer Meister der 1. Liga im Fernschach. 2009 nahm Šilauskas am WS/O/250 teil. 2011 spielte er im internationalen Schachturnier "Sea Festival - 2011". 2015 belegte Šilauskas den dritten Platz bei der litauischen Meisterschaft mit der Mannschaft der Technischen Universität Vilnius (Rokas Klabis, Ruslan Prigodin, Kęstutis Šilauskas und Gintarė Paulauskaitė).
Seine aktuelle Elo-Zahl (FIDE) beträgt 1740 (im Dezember 2015). Seine höchste Elo-Zahl war 1766 (im August 2015). Seine höchste Fernschach-Elo-Zahl betrug 2113 (im Februar 2012). Sein Trainer war Virginijus Dambrauskas (* 1962).

## Persönliches
Seit 2013 studiert Šilauskas an der Fakultät für Transportingenieurwesen der Technischen Universität Vilnius (VGTU). Er lebt in Vilnius.